# Acrapex brunneoides
Acrapex brunneoides là một loài bướm đêm trong họ Noctuidae.